# Gabon i olympiska sommarspelen 1992
Gabon deltog i de olympiska sommarspelen 1992 med en trupp, men ingen av landets deltagare erövrade någon medalj.

## Friidrott
Herrarnas 100 meter
- Charles Tayot
  - Heat — startade inte (→ gick inte vidare)